# Reial Societat Arqueològica Tarraconense
La Reial Societat Arqueològica Tarraconense és una associació cultural sense ànim de lucre que té actualment uns 550 socis i un règim d'intercanvi del Butlletí Arqueològic amb altres entitats d'àmbit internacional d'uns 350. L'activitat de la RSAT està centrada en les actuacions adreçades a la defensa del patrimoni arqueològic i cultural de Tarragona i les seves comarques.
L'entitat aprovà en junta general de 6 de març de 2002 i publicà en el Butlletí Arqueològic núm. 24 (2002) un text sota el títol de “Visió de futur del Patrimoni. Tarragona vers el segle XXII”. En ell s'expliciten la major part dels projectes, anhels i inquietuds d'aquesta societat sobre el patrimoni tarraconense i la seva projecció futura.

## Història[3]
La sensibilitat per la conservació, estudi i dignificació d'aquest patrimoni arqueològic va portar un grup de tarragonins a fundar el 1844 una associació cultural anomenada Societat Arqueològica Tarraconense. Aquesta impulsà la creació d'un museu propi, que s'acabà integrant al que ara és Museu Nacional Arqueològic, i realitzà excavacions arqueològiques, recuperació d'objectes i estimulà l'estudi de temàtiques tant al voltant de l'arqueologia com dels diferents períodes històrics. D'ençà de 1901 publica la revista de l'entitat, el “Butlletí Arqueològic” que manté activa la difusió dels estudis arqueològics i històrics, tant de l'àmbit local com de l'entorn de les comarques tarragonines. El 1916 la societat rebia de mans del rei Alfons XIII el títol de Reial, que ha vingut mantenint des d'aleshores.
Al llarg de dècades ha participat en el salvament de nombrosos jaciments arqueològics essent la veu crítica que s'ha alçat sempre en pro de la defensa del patrimoni cultural tarraconense. Popularment a la ciutat l'entitat es coneix com l'Arqueològica i ha estat i continua essent la veu crítica i de referència obligada per a qualsevol tema relacionat amb la memòria històrica, l'arqueologia i en general que pugui afectar la ciutadania de Tarragona.
És la degana de les associacions culturals tarragonines i la setena del món en el rànquing de les societats de temàtica similar.
El 2018 va rebre la Creu de Sant Jordi "per la seva dedicació a la salvaguarda i preservació del patrimoni arqueològic i cultural de les comarques de Tarragona des de mitjans del s. XIX".

## Membres Il·lustres[calcitació]
- Joan Francesc Albiñana i de Borràs, primer president i fundador, 1844
- Bonaventura Hernández i Sanahuja, promotor i gran defensor del patrimoni de Tarraco, 1851
- Emili Morera i Llauradó, primer director del Butlletí, 1876
- José Sànchez Real, arqueòleg i físic, 1948
- Adolf Schulten, arqueòleg, 1948
- William J. Bryant, mecenes, 1949
- Miquel Aleu i Padreny, president 1960[7]
- Geza Alföldy, arqueòleg, 1971
- Theodor Hauschild, arqueòleg, 1974
- Rafael Gabriel Costa, president i president d'Honor, 1977-1987 i 1993-2011
- Jordi Rovira Soriano, president 2008-2014, arqueòleg i historiador, declarat fill predilecte de la ciutat.
- Eduard Toda, diplomàtic.